# Богов, Хазби Махарбекович
Хазби Махарбекович Богов (род. 15 мая 1951) — российский политический деятель, депутат Государственной Думы ФС РФ второго созыва (1995—1999).

## Биография
Был заместителем Председателя Правительства Республики Северная Осетия — Алания — руководителем администрации региона интенсивного экономического развития «Осетия».

### Депутат государственной думы
в Государственную Думу был избран 21 июня 1998 г. на дополнительных выборах по Северо-Осетинскому одномандатному избирательному округу № 21 Республики Северная Осетия — Алания.
Был членом депутатской группы «Народовластие», членом Комитета по бюджету, налогам, банкам и финансам; действительный государственный советник РФ 1 класса (классный чин присвоен Указом Президента РФ от 11 сентября 2008 г.).

## Классный чин
- Действительный государственный советник Российской Федерации 1 класса

## Награды
- Благодарность Правительства Российской Федерации (23 марта 2010 года) — за большой вклад в обеспечение законотворческой деятельности Государственной Думы Федерального Собрания Российской Федерации[2]